# Corsia arfakensis
Corsia arfakensis ist eine blattgrünlose Pflanzenart aus der Familie der Corsiaceae. Die Art wurde 1917 von Lilian Suzette Gibbs erstbeschrieben.  

## Merkmale
Wie alle Arten der Gattung hat auch Corsia arfakensis die Photosynthese aufgegeben und bildet dementsprechend kein Chlorophyll mehr. Stattdessen lebt sie myko-heterotroph von einem Pilz.
Corsia arfakensis ist eine ausdauernde Pflanze, die nur zur Blütezeit oberirdisch wächst. Aus dem Rhizom sprießt dann ein bis zu 25 Zentimeter langer, zylindrischer, schmal geriefter Stängel. Das Blattwerk ist 8 bis 12 Millimeter lang und zweinervig. Die Tragblätter sind den Laubblättern gleich.
Die aufrechten Einzelblüten sind endständig und stehen an Blütenstielen, die 2,5 bis 4,5 Zentimeter lang und zylindrisch sind. Von den sechs Blütenblättern (je drei Tepalen in zwei Blütenblattkreisen) sind fünf linealisch, stumpf, 8 bis 13 Millimeter lang und 0,5 bis 2,5 Millimeter breit, dreinervig und am Rand fein papillös. 
Das oberste sechste, das sogenannte Labellum, ist herzförmig, stumpf, glatt und stark vergrößert (15 bis 18 Millimeter lang und 12 bis 15 Millimeter breit), sein Ansatz ist herzförmig. Von der Mittelrippe gehen acht Seitenrippen zu jeder Seite ab. Der Kallus ist halbmondförmig, fein papillös, 2,5 Millimeter lang und 5 Millimeter breit und an den Spitzen abgerundet zugespitzt. Vom Kallus gehen 17 oder 18, 1,2 bis 3 Millimeter lange, behaarte, lamellenförmige Nebenkalli ab. 
Am Ansatz ist das Labellum direkt mit dem rund 0,5 Millimeter langen Gynostemium verwachsen. Die freien Staubfäden sind 1,5 Millimeter lang, die Staubbeutel 0,5 Millimeter breit und 1,2 Millimeter lang. Der glatte Fruchtknoten ist 8 bis 12 Millimeter lang, die Kapsel bis zu 3 Zentimeter.

## Verbreitungsgebiet
Corsia arfakensis ist im Arfakgebirge auf der Vogelkop-Halbinsel auf 1830 m Höhe sowie der Insel Yapen, nördlich von Neuguinea, aufgesammelt worden. Am Standort auf Japen fand sich ebenfalls Corsia triceratops.

## Nachweise
- P. Van Royen: Sertulum Papuanum 17. Corsiaceae of New Guinea and surrounding areas. In: Webbia. 27: 223–255, 1972